# Razorback (Klippe)

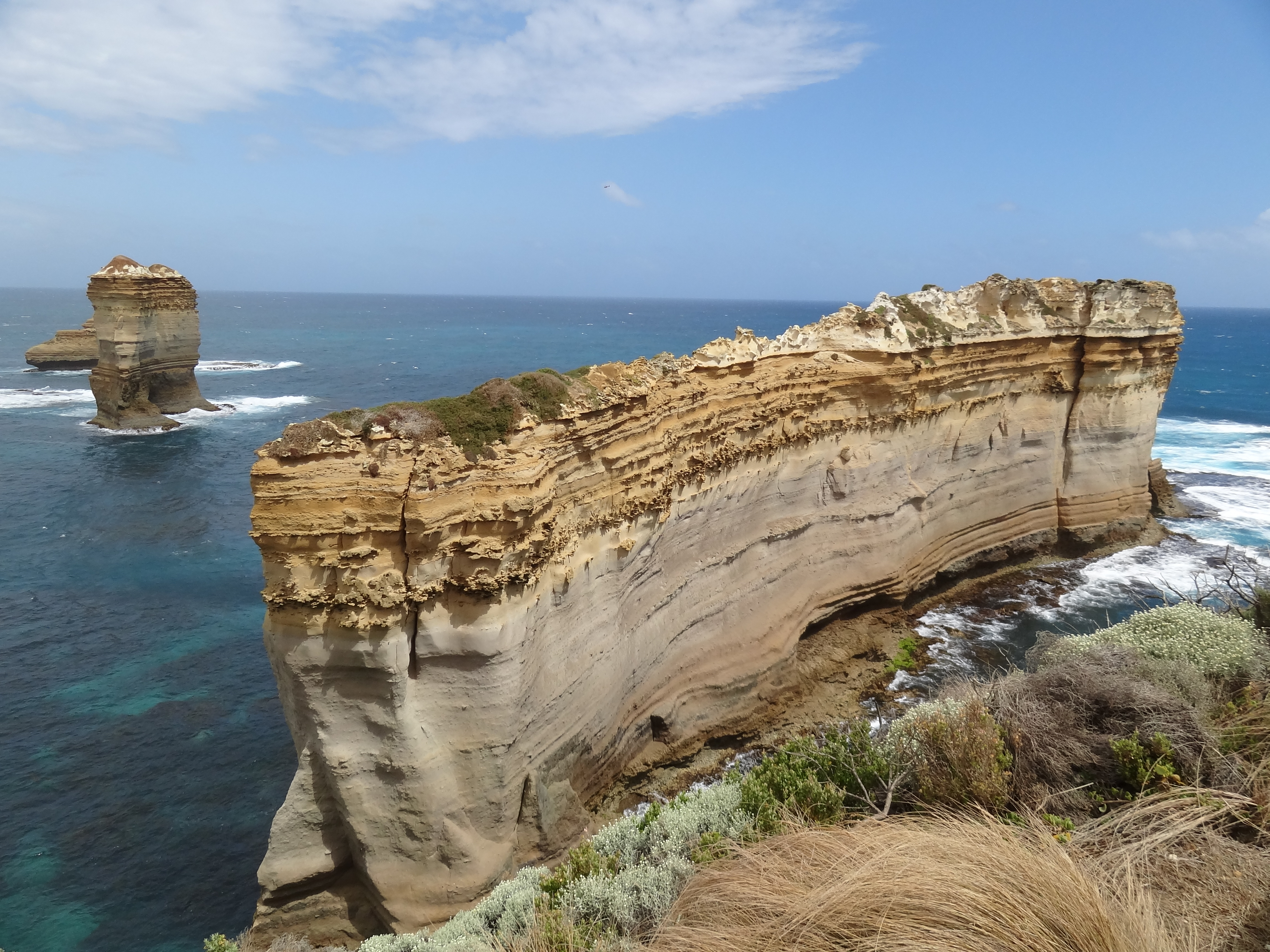
Razorback (vorne)

Die Razorback ist eine schmale Felsenklippe in Victoria an der Great Ocean Road, südwestlich von Princetown. Sie erhebt sich freistehend steil aus dem Meer und ist eine der Touristenattraktionen der Great Ocean Road.
Die steile Klippe aus Kalkstein, die sich im Port-Campbell-Nationalpark befindet, kann von einer Aussichtsplattform bei Loch Ard Gorge betrachtet werden. Sie zählt zu einer der zahlreichen Touristenattraktionen, die entweder über die Great Ocean Road oder über den Great Ocean Walk erreicht werden kann. Geformt wurde sie durch den Einfluss von Erosion, durch die Wirkung von Wellen und Wind, die das sie umgebende Gestein abtrug. Die freigewitterten waagerechten Gesteinablagerungen und Klüfte am Anfang und Ende des Felsens sind deutlich erkennbar. 
Auf der anderen Seite der Razorback liegt der Pudding Rock. Razorback befindet sich unweit der Loch Ard Gorge, wo der im Wasser freistehender Felsenbogen Island Archway im Juni 2009 einstürzte. Ähnliches droht auch dieser Felsenklippe im Laufe der Zeit.